# Monterde de Albarracín
Monterde de Albarracín es un municipio y localidad española de la provincia de Teruel, en la comunidad autónoma de Aragón. El término municipal, ubicado en la comarca de la Sierra de Albarracín, tiene una población de 58 habitantes (INE 2024). 

## Geografía
El municipio tiene un área de 45,12 km².

## Historia
El 21 de junio de 1257, por privilegio del rey Jaime I dado en Teruel, este lugar pasa a  formar parte de Sesma de Bronchales en la Comunidad de Santa María de Albarracín, que dependían directamente del rey, perdurando este régimen administrativo siendo la única que ha permanecido viva tras la aplicación del Decreto de Disolución de las mismas, en 1837, teniendo su sede actual en Tramacastilla.
A mediados del siglo XIX, el lugar tenía contabilizada una población de 386 habitantes. Aparece descrito en el decimoprimer volumen del Diccionario geográfico-estadístico-histórico de España y sus posesiones de Ultramar de Pascual Madoz de la siguiente manera:

MONTERDE: l. con ayunt. de la prov. de Teruel (7 leg.) part. jud. y dióc. de Abarracin (2), aud. terr. de Zaragoza (23), c. g. de Aragon. Se halla sit. al pie de un cerrito en paraje quebrado; el clima es frio, debido especialmente al viento N. que es el que con mas frecuencia reina, el cual ocasiona afecciones pectorales. Se compone de 70 casas, entre ellas la del ayunt., las cuales forman 10 calles y una plaza; tiene una escuela de instruccion pública á la que concurren 8 niños y se halla dotada con 320 rs.; una fuente en la pobl.; igl. parr. (Ntra. Sra. de la Asuncion) servida por un cura de tér. y provision ordinaria; una ermita dedicada á la Virgen del Carmen y un cementerio contiguo á la igl. Confina el térm. por el N. con Pozo-hondon (2 leg.), E. y S. Albarracin (2) y O. Bronchales (2 1/2): se estiende 2 leg., tanto de N. á S. como de E. á O., encontrándose en él una ermita bajo la advocacion de San Roque; le atraviesa pasando por el mismo pueblo un arroyo que solo lleva agua en tiempo de invierno, en cuya estacion hace andar á un molino de represa. El terr. es seco, árido y de mala calidad; hay en él una deh. llamada Matamala que comprende unas 2,000 fan. de cabida, tiene tambien varios rodales de unas 3,000 fan. de monte de chabascos, sabinas, enebros y estepas: los caminos conducen á los pueblos inmediatos, siendo todos de herradura. El correo se recoje por los mismos vec. en la estafeta de Albarracin, 3 veces en la semana: prod.: centeno, cebada, avena y pastos para el ganado; lo hay lanar y cabrio, y caza de perdices, liebres y conejos. pobl.: 94 vec., 386 alm.: riq. imp.: 53,460 rs. El presupuesto municipal asciende á 3,801 rs. 20 mrs., que se cubren con 150 que reditúa el molino, l63 un horno, 50 una posada, 620 la deh. y el déficit por reparto vecinal.
(Madoz, 1848, p. 549)

Hasta la reforma de la nomenclatura municipal de 1916 el municipio se llamaba simplemente Monterde. En dicha fecha su nombre fue modificado por el de Monterde de Albarracín.

## Demografía
Monterde de Albarracín cuenta con una población de 58 habitantes (INE 2024).
| Gráfica de evolución demográfica de Monterde de Albarracín entre 1842 y 2021 |
| |
| Población de derecho según los censos de población del INE Población de hecho según los censos de población del INEEn estos censos se denominaba Monterde: 1842, 1857, 1860, 1877, 1887, 1897, 1900 y 1910 |

## Administración y política
| Período   | Alcalde                    | Partido     |  |
| --------- | -------------------------- | ----------- |  |
| 1979-1983 | Millán Romero Narro        | UCD         |  |
| 1983-1987 |                            |             |  |
| 1987-1991 |                            |             |  |
| 1991-1995 |                            |             |  |
| 1995-1999 |                            |             |  |
| 1999-2003 |                            |             |  |
| 2003-2007 |                            |             |  |
| 2007-2011 |                            |             |  |
| 2011-2015 | Luis Antonio Aspas Sánchez | PSOE-Aragón |  |

| Partido político    | Partido político                                   | 2003   | 2007   | 2011   | 2015   |
| Partido político    | Partido político                                   | Ediles | Ediles | Ediles | Ediles |
|                     | Partido de los Socialistas de Aragón (PSOE-Aragón) | 1      | 1      | 2      | 2      |
|                     | Chunta Aragonesista (CHA)                          | —      | —      | —      | 1      |
|                     | Partido Aragonés (PAR)                             | —      | 1      | —      | —      |
|                     | Partido Popular de Aragón (PP)                     | —      | —      | —      | —      |
| Total de concejales | Total de concejales                                | 1      | 1      | 3      | 3      |

## Patrimonio
En la localidad hay una iglesia del siglo XVI.